# Tanglangquan
Il Tánglángquán (螳螂拳, Pugilato della Mantide Religiosa) è uno stile di arti marziali cinesi che viene classificato come stile imitativo (Xiangxingquan 象形拳), in quanto imita le movenze di un insetto: la mantide religiosa.
Esistono due scuole che utilizzano questo nome: una nel sud della Cina (anche chiamata Zhoujiaquan) ed una del nord. Quest'ultima è la più conosciuta e maggiormente diffusa, ancorché divisa in numerose ramificazioni, ma le 5 principali sono:
- Qixing Tanglangquan (七星螳螂拳, Pugilato della mantide religiosa delle sette stelle)
- Meihua Tanglangquan (梅花螳螂拳, Pugilato della mantide religiosa del fiore di prugno)
- Liuhe Tanglangquan (六合螳螂拳, Pugilato della mantide religiosa delle sei armonie)
- Taiji Meihua Tanglangquan (太极梅花螳螂拳, Pugilato della mantide religiosa del fiore di prugno del principio supremo)
- Taiji Tanglangquan (太极螳螂拳, Pugilato della Mantide Religiosa Estrema)

La creazione del Tanglangquan del Nord è attribuita a Wang Lang (王朗), un personaggio originario dell'area di Jimo, nella provincia di Shandong. Egli avrebbe osservato a lungo una mantide religiosa ed avrebbe creato il suo stile utilizzando il modo di muovere le braccia di questo insetto fondendolo con l'utilizzo delle gambe dello stile della scimmia.

## La Leggenda
Come abbiamo visto la creazione del Tanglangquan è stata attribuita a Wang Lang, personaggio semi-storico sulla cui esistenza le informazioni sono diverse e contraddittorie, spesso non coincidono date e periodi storici oppure si assiste ad una mescolanza con storie retaggio degli stili del Sud, come ad esempio quella dell'incendio del Tempio Shaolin.
L'attribuzione a Wang Lang, avviene anche tramite il Ke Shi You Yong (可使有勇), un vecchio manuale della Scuola della Mantide Religiosa, scritto da Liang Xuexiang (梁学香) durante il regno di Daoguang (1821-1851).
Anche il Tanglang Quanpu Shiba Jia Quan Zu xingming (螳螂拳谱十八家拳祖姓名) menziona Wang Lang, perciò risulta evidente che già nell'epoca di Daoguang si ritenesse questo personaggio il fondatore della scuola.
Wang Hongfa racconta come esistano svariati racconti a proposito di Wang Lang che lo collocano o durante la Dinastia Song, o durante la Dinastia Ming o agli inizi della Dinastia Qing.
Nel manuale Taiji Meihua Tanglangquan Lue Lun (太极梅花螳螂拳略论) del 1926 Hao Henglu (郝恒禄) scrive che il Tanglangquan è stato creato nell'epoca della Dinastia Han Occidentale (206 a.C.-24 d.C.), periodo in cui sarebbe vissuto il suo fondatore Wang Lang. Li Feng addirittura si spinge a vedere in un ritrovamento archeologico le origini del Tanglangquan, cioè afferma che nella tomba di Mawangdui (马王堆), quella dove sono state ritrovate immagini del Daoyin, sono state scoperte 32 Mani della Mantide Religiosa (Tanglangshou, 螳螂手).
Song Tianlong riporta che Wang Lang sarebbe vissuto agli inizi della Dinastia Qing ed avrebbe passato un periodo al Tempio Shaolin del Songshan, dove avrebbe creato il Tanglang riunendo le Diciotto Famiglie (shibajia 十八家), cioè diciotto scuole di pugilato.
Secondo il maestro Chen Leping, Direttore Tecnico della China Qingdao Martial Arts Sport Associazion e della China Laoshan Prayng Mantis Boxing Reserch Institute, il maestro Wang Lang, dopo la distruzione del tempio Shaolin si rifugiò nelle montagne LaoShan dove creò il Tang Lang Quan nel Monastero Hua Yan Si 华严寺. Nel monastero è possibile ammirare la statua di Wang Lang, la tomba e diversi riferimenti alla sua vita e alla creazione del Tang Lang Quan. Secondo il maestro Zhong Lianbao  钟连宝, studioso a capo del Istituto di Ricerca sulla Mantide Religiosa di Yantai, ai tempi dell'Imperatore Liang Wu Di (Dinastia Liang 907-923 d.C.), fu organizzato al tempio di Shaolin, un raduno tra i più famosi maestri di arti marziali di tutto l'impero, inutile dire che tra i partecipanti figurava anche il nome di Wang Lang. Sempre secondo il maestro Zhong Lianbao, Wang Lang visse al tempio per tre anni prima di lasciarlo per recarsi al monastero del monte Laoshan, dove visse sino alla fine dei suoi giorni.
La leggenda ambientata nell'epoca della Dinastia Song narra che l'Abate Fu Ju (福居) del Tempio Shaolin invitò Wang Lang ed altri diciassette maestri per migliorare il pugilato del monastero. Fu Ju è un nome inventato appositamente per questa storia, che si riferisce alla figura storica di Fu Yu (福裕,1203-1275) che realmente è stato Abate del Tempio.
Liu Guoshun parla di diciotto o diciassette scuole, che definisce rispettivamente Shibacou (十八凑) e Shiqicou (十七凑). Egli riferisce che il testo Shaolin Yibozhenchuan (少林衣钵真传) elenca queste Diciotto Famiglie di Metodi di Pugilato:
| n. | Nome                          | Tecnica                             | Maestro           |
| -- | ----------------------------- | ----------------------------------- | ----------------- |
| 1  | Changquan (长拳)              | Pugilato Lungo                      | Taizu (太祖)      |
| 2  | Tongbeiquan (通背)            | Pugilato della Schiena Libera       | Han Tong (韩通)   |
| 3  | Chan Feng (缠封)              | Avvolgere e Chiudere                | Zheng En (郑恩)   |
| 4  | Duanquan (短拳)               | Pugilato Corto                      | Wen Yuan (温元)   |
| 5  | Duanda (短打)                 | Colpire a Corta Distanza            | Ma Ji (马籍)      |
| 6  | Houquan (猴拳)                | Pugilato della Scimmia              | Sun Heng (孙恒)   |
| 7  | Kaoshen (靠身)                | Appoggiarsi al Corpo                | Huang You (黄佑)  |
| 8  | Mianzhang (面掌)              | Superficie del Palmo                | Mian Cheng (绵盛) |
| 9  | Kezhou (磕肘)                 | Piegare il Gomito                   | Jin Xiang (金相)  |
| 10 | Shuailu (摔捋)                | Lotta Accarezzando con le Dita      | Huaide (怀德)     |
| 11 | Goulou (勾搂)                 | Gancio tra le Mani                  | Liu Xing (刘兴)   |
| 12 | Gunlou (滚漏)                 | Perdere e Cadere                    | Tan Fang (谭方)   |
| 13 | Zhanna (占拿)                 | Afferrare e Tenere                  | Yan Qing (颜青)   |
| 14 | Yuanyangjiao qiang (鸳鸯脚强) | Calci potenti dell'Anatra Mandarina | Lin Chong (林冲)  |
| 15 | Qishi Lianquan (七势连拳)     | Pugilato Continuo in Sette Figure   | Meng Su (孟苏)    |
| 16 | Woli Pouchui (窝里剖捶)       | Analisi dei Colpi Dentro al Nido    | Cui Lian (崔连)   |
| 17 | Gunjiang Zhiru (棍将直入)     | Bastone che va Dritto nel Futuro    | Yang Gun (杨滚)   |
| 18 | Tanglang Zong Di (螳螂总敌)   | Mantide Religiosa Generale Nemico   | Wang Lang (王郎)  |

Qualcuno riferisce che le stesse 18 scuole sono così elencate dal maestro Fabbricatoreche le avrebbe apprese da Zhong Lianbao. Nel sito della Seven Star Mantis Kung Fu Research Institute Europe,, una associazione italiana che cita Fabbricatore tra i propri istruttori, appare un elenco dei 18 stili e maestri che è attribuito a Lee Kam Wing e che non coincide con quello presentato sopra. Curiosamente l'elenco di Lee Kam Wing contiene i nomi di molte forme o stili praticati in seno alla Jingwu Tiyu Hui, da cui egli proviene come formazione, inoltre messo a confronto tale elenco con quelli forniti da maestri dello Shandong si può vedere la notevole differenza di cui non ci si riesce a capacitare; altrettanto curiosamente si riescono a riconoscere nell'elenco quasi tutti i maestri citati dalle altre fonti.
Questo l'elenco di Lee Kam Wing:
| n. | Tecnica per Lee Kam Wing    | Maestro in Cantonese per Lee Kam Wing | Maestro corrispondente in Pinyin ed Ideogrammi in Shaolin Yibozhechuan |
| -- | --------------------------- | ------------------------------------- | ---------------------------------------------------------------------- |
| 1  | Bai Yingzhaoquan (白鹰爪拳) | Lau Ying                              | 11 Liu Xing (刘兴)                                                     |
| 2  | Changquan (长拳)            | Tai Jo                                | 1 Taizu (太祖)                                                         |
| 3  | Tongbeiquan (通背拳)        | Han Tong                              | 2 Han Tong (韩通)                                                      |
| 4  | Lanshouquan (拦手拳)        | Cheng Yun                             | 3 Zheng En (郑恩)                                                      |
| 5  | Duanquan (短拳)             | Wong Yuen                             | 4 Wen Yuan (温元)                                                      |
| 6  | Emeiquan (峨眉拳)           | Ma Jaik                               | 5 Ma Ji (马籍)                                                         |
| 7  | Luohanquan (罗汉拳)         | Yeung Kwok                            | 17 Yang Gun (杨滚)                                                     |
| 8  | Kaoshenquan (靠身拳)        | Wong Chiem                            | 7 Huang You (黄佑)                                                     |
| 9  | Meihuaquan (梅花拳)         | Mien Sai                              | 8 Mian Cheng (绵盛)                                                    |
| 10 | Keshou Tongquan (磕手通拳)  | Gam Sheung                            | 9 Jin Xiang (金相)                                                     |
| 11 | Bengquan (崩拳)             | Wai Dak                               | 10 Huaide (怀德)                                                       |
| 12 | Yanziquan (燕子拳)          | Tam Fong                              | 12 Tan Fang (谭方)                                                     |
| 13 | Fanziquan (翻子拳)          | Yin Tz'ing                            | 13 Yan Qing (颜青)                                                     |
| 14 | Tantui quan (弹腿拳)        | Lam Chung                             | 14 Lin Chong (林冲)                                                    |
| 15 | Lianquan (连拳)             | Mun Kam                               | 15 Meng Su (孟苏)                                                      |
| 16 | Chuiquan (锤拳)             | Choy Lue                              | 16 Cui Lian (崔连)                                                     |
| 17 | Baiyuanquan (白猿拳)        | Sheung Hong                           | 6 Sun Heng (孙恒)                                                      |

Nella scuola del Maestro Chen Leping (陈乐平), i 18 Antenati sono descritti nel Cantico delle tecniche di mano delle 18 famiglie 十八家手法歌   (Shiba Jia Soufa Ge):
| n. | Pinyin                            | Ideogrammi       | Italiano                                                                     |
| -- | --------------------------------- | ---------------- | ---------------------------------------------------------------------------- |
| 1  | Taizu de Changquan Qishou         | 太祖的长拳起首   | la boxe lunga di Tai Zu da inserire prima di tutti                           |
| 2  | Han Tong de Tongbei Weimu         | 韩通的通背为母   | la forza che attraversa la schiena di Han Tong per buoni fondamenti          |
| 3  | Zheng En de Chanfeng Youmiao      | 郑恩的缠封尤妙   | l'avvolgere ed il sigillare di Zheng En particolarmente ingegnoso            |
| 4  | Wen Yuan de Duanquan Gengqi       | 温元的短拳更奇   | la boxe corta di Wen Yuan più che meravigliosa                               |
| 5  | Ma Ji de Duanda Zui Jin           | 马籍的短打最紧   | i colpi corti di Ma Ji i più pressanti                                       |
| 6  | Sun Heng de Houquan Qiesheng      | 孙恒的猴拳且盛   | il pugilato della scimmia di Sun Heng è perfino imponente                    |
| 7  | Huang Nian de Kaoshen Nanjin      | 黄粘的靠身难近   | il corpo che si inclina di Huang Nian è difficile da avvicinare              |
| 8  | Zhou Zhang de Mianzhang Feiji     | 皱张的面掌飞疾   | i palmi rovesci di Mian Cheng volteggiano freneticamente                     |
| 9  | Huai De de Shuailu Yingbeng       | 怀德的摔捋硬崩   | spezzare, proiettare e travolgere di Huai De                                 |
| 10 | Liu Xing de Goulou Caishou        | 刘兴的抅搂採手   | le mani che agganciano, afferrano e strattonano di Liu Xing                  |
| 11 | Tan Fang de Gunlou Guan'er        | 谭方的滚漏贯耳   | il roteare e disorientare perforando i timpani di Tan Fang                   |
| 12 | Yan Qing de Zhanna Diefa          | 燕青的粘拿迭法   | la tecnica dell'afferrare e incollarsi repentinamente di Yan Qing            |
| 13 | Lin Chong de Yuanyangjiao Tiqiang | 林冲的鸳鸯脚踢强 | i piedi dell'anatra mandarina calciano forte di Lin Chong                    |
| 14 | Meng Su de Qishi Lianquan         | 孟苏的七势连拳   | il pugilato delle 7 forze concatenate di Meng Su                             |
| 15 | Cui Lian de Woli Pouchui          | 崔连的窝里剖捶   | i colpi che squarciano le cavità del corpo di Cui Lian                       |
| 16 | Yang Gun de Guncai Zhiru          | 杨滚的棍採直入   | il bastone che strappa e penetra dritto di Yang Gun                          |
| 17 | Jin Xiang de Keshou Tongquan      | 金相的磕手通拳   | pugilato delle dure mani che attraversano di Jin Xiang                       |
| 18 | Wang Lang de Tanglangquan Zong Di | 王朗的螳螂拳总敌 | il pugilato della Mantide Religiosa di Wang Lang è sopra tutti rivaleggiante |

Wang Lang avrebbe poi assorbito le tecniche degli altri maestri. Curiosamente sono citati tra questi maestri i nomi di alcuni personaggi dello Shuihu Zhuan, il famoso romanzo epico ambientato nell'epoca della Dinastia Song.
Secondo Liu Jingru, Wang Lang rimase a Shaolin sino a che durante il regno dell'imperatore Kangxi (1662- 1722), l'esercito imperiale diede fuoco al monastero. Vani furono i tentativi dei monaci di opporsi all'immenso esercito manchu, il quale, con la complicità di un monaco traditore, riuscì ad incendiare e distruggere il monastero. Dopo questi avvenimenti Wang Lang visitò l'Emei ed il Kunlun, fino a fermarsi in Shandong.
L'elemento comune che traspare da tutte queste fonti, è che Wang Lang fu un monaco patriota e che lo stile è una sintesi di altri stili o tecniche, unitamente all'imitazione della Mantide Religiosa, in qualche modo legati allo Shaolinquan o perlomeno al tempio Shaolin dell'Henan.
Una Storia che ritorna spesso in tutte le leggende è quella che Wang Lang, siccome era di piccola statura, spesso veniva sfidato e battuto in combattimento dai suoi compagni di allenamento. Un giorno, egli, dopo l'ennesima sconfitta, in un bosco vide una Mantide che lottava con una grossa cicala. Dopo lungo tempo la Mantide uccise la Cicala. Wang Lang capì le enormi potenzialità combattive del piccolo insetto, ed iniziò a studiarne le movenze, mischiandole alle tante nozioni già in suo possesso, dando così origine al Tanglangquan. Questo aneddoto per alcuni si riferisce ad una rivalità tra Han Tong (fondatore leggendario del Tongbeiquan) e Wang Lang, che si risolveva sempre a favore del primo contendente, fino a quando Wang vide una Mantide catturare una Cicala e combattere un Serpente .
Tutti i lignaggi dei vari rami raggiungono la decina di generazioni, indicando chiaramente un'origine recente, in epoca Qing.
Secondo Zhang Bingdou Wang Lang si sarebbe chiamato Wang Wencheng (王文成) e sarebbe stato originario dello Shaanxi.

## Qixing Tanglangquan
Il Pugilato della Mantide Religiosa delle Sette Stelle è stato creato dal maestro Wang Yunsheng (王云生,1828-1920) dello Shandong. Secondo un articolo sulla Storia del Qixing Tanglangquan nel 1892, egli cominciò a studiare Tanglangquan con il maestro Li Zhijian 李之箭 (soprannominato Kuaishou Li 快手李 e Shandianshou 闪电手 negli ambienti delle compagnie di scorta di Jinan in cui lavorava). In origine Wang si chiamava Wang Yongchun (王永春), il nome Yunsheng lo ha assunto al raggiungimento dei vent'anni. Per altri la data in cui Wang iniziò a studiare con Li è il 1856.
L'Istituto Confucio spiega che Wang Yongchun, zi Yunsheng, dopo anni di ricerche, in cui comprese bene le tecniche Qixingchui七星捶、Qixinggou七星勾、Qixingbu 七星步, ecc.,  chiamò la sua arte marziale con il nome della sua sala di allenamento, la Kuidetang 魁德堂 e poi, siccome l'ideogramma Kui 魁 è quello della prima delle Sette Stelle, essa fu anche chiamata Qixing Tanglangquan.

### Alcuni Lignaggi
Wang Kaiwen descrive questo lignaggio: 
- Wang Lang 王朗 → Shengxiao Daoren 升霄道人  → Li Zhizhan 李之瞻 → Wang Yongchun 王永春 → Fan Xiangsheng 范翔升 → Yang Weixin 杨维新, Guo Jialu 郭嘉碌, Lin Jingshan 林景山, Luo Guangyu 罗光玉.

Li Zhizhan 李之瞻 sarebbe un altro nome di Li Kuaishou;  Wang Yongchun 王永春 nato nel 1828 e morto nel 1920;  Fan Xiangsheng 范翔升, nato nel 1830 e morto nel 1925, è anche conosciuto come Fan Xudong 范旭东, o con il soprannome Fan Dali 范大力. Sugli allievi più avanzati di Fan Xudong: Yang Weixin 杨维新, nato nel 1880 e morto nel 1966; Guo Jialu 郭嘉碌, nato nel 1876, e morto in giovane età nel 1916 cosicché non ebbe successori; Lin Jingshan 林景山 nato nel 1884 e morto nel 1971, Luo Guangyu 罗光玉 nato nel 1889 e morto nel 1944. Un articolo dal titolo Qixing Tanglangquan Zhi Shicheng riporta che Shengxiao Daoren sarebbe stato il nome religioso di un tale Li Qingyun (李庆云) di cui non si conoscono i riferimenti anagrafici.
Questo è il lignaggio del Qixing Tanglangquan della scuola del Maestro Lin Dongzhu 
- Wang Lang →Fu Ju →Shengxiao Daoren →Li Zhijian →Wang Yunsheng →Fan Xudong →Lin Jingshan →Zhong Lianbao, Lin Chunsheng →Lin Dongzhu →Maurizio Zanetti.

Il Qixing Tanglang Quan men Shicheng Biao 七星螳螂拳门师承表 contiene questo lignaggio: 
- Wang Lang 王朗 → Shengxiao Daoren 升霄道人  → Li Sanjian 李三剪 → Wang Yongchun 王永春 → Fan Xudong 范旭东 → Lin Jingshan 林景山, Luo Guangyu 罗光玉, Yang Weixin 杨维新.

Questo lignaggio che si ramifica in due tronconi è riferito da Luigino Iobbi:
- Wang Lang 王朗 → 1 Hong Wen 红文 →2 Li Sou 李叟 →3 Shengxiao Daoren 升霄道人  → 4 Li Sanjian 李三剪 → 5 Wang Yun Sheng 王云生 → 6 Fan Xu Dong 范旭东 → , 7 Lin Jingshan 林景山, 8 Hu Yong Fu 胡永福, 9 Li Zhan Yuan 李占元， 10 Chen Le Ping 陈乐平，11 D'Aria Angelo, 12 Luigino Iobbi.
- Wang Lang 王朗 → 1 Hong Wen 红文 →2 Li Sou 李叟 →3 Shengxiao Daoren 升霄道人  → 4 Li Sanjian 李三剪 → 5 Wang Rongsheng 王荣生 → 6 Fan Xu Dong 范旭东 → 7 Luo Guang Yu 罗光玉 8 Chiu Chi Man 趙志民 - 9 Lee Kam Wing 李景荣 - 10 D'Aria Angelo.

Questo Albero Genealogico, con i nomi in dialetto del sud, proviene dalla scuola di Lee Kam Wing  (Li Jinrong 李锦荣):
- Wong Lang (Wang Lang 王朗,  Fondatore) → Sing Sil (Shengxiao 升霄, Prima Generazione)→ Lee San Chine (Li Sanjian 李三剪, Seconda Generazione) → Wong Wing Sang (Wang Yun Sheng 王云生, Terza Generazione)→ Fang Yuk Toung (Fan Xu Dong 范旭东, Quarta Generazione)→ Low Kwang Yu (Luo Guangyu 罗光玉, Quinta Generazione) → Chiu Chi Man (Zhao Zhimin 赵志民, Sesta Generazione) → Lee Kam Wing (Li Jinrong李锦荣, Settima Generazione).

Questo è il lignaggio del Qixing Tanglangquan della scuola del Maestro Chen Leping
- Wang Lang 王朗 → 1 Hong Wen 红文 →2 Li Sou 李叟 →3 Shengxiao Daoren 升霄道人 → 4 Li Sanjian 李三剪 → 5 Wang Yunsheng 王云生  → 6 Fan Xu Dong 范旭东 → , 7 Lin Jingshan 林景山, 8 Hu Yong Fu 胡永福, 9 Li Zhan Yuan 李占元， 10 Chen Le Ping 陈乐平，11 D'Aria Angelo。

### Maestri
Secondo la Shandong Tang Lang Quan Association, il Laoshan Tang Lang Quan Research Institute, confermato dai maestri Yu Hai, Yu Tiancheng, Zhong Lianbao, Lin Dongzhu, Yu Tianlu e tanti altri maestri Cinesi ed Europei, l'allievo più avanzato ed esperto (Da Tudi) di Lin Jingshan 1884-1971, fu il Gran Maestro Hu Yong Fu 1888-1973; il Da Tudi (discepolo più esperto) di Hu Yongfu, fu Li Zhanyuan 1901-1992.
Lin Jing Shan, ebbe molti altri allievi, i più famosi sono: Hu Rongfu, Shao Huating, Yu Tiancheng, Yu Tianlu, Yu Zhenhai, Lin Chunshan, Zhong Lianbao e altri.
Yang Wei Xin ebbe molti allievi nella città di Dalian, i più famosi ed esperti furono Xiao Xubin e Li Zhanyuan (anche conosciuto come Li Huitang).
Secondo molti, oggi in Cina ci sarebbero due scuole (rami) di discendenza diretta del Qixing tanglangquan del Gran Maestro Wang Yunsheng, essi sono gli allievi di Lin Jingshan e quelli di Yang Weixin che con loro appresero tutto lo stile.
Inoltre vi è chi. afferma che le città Cinesi dove si può studiare l'autentico ed originale Qixing Tanglangquan sono: Dalian, Yantai, Qingdao, Laiyang, Penglai, Jimo, Weihai, Shanghai, Canton e Xianggang (Hong Kong).
Sempre per gli stessi i maestri odierni Cinesi con i quali si può imparare questo stile sono: Yu Tianlu, Yu Renhai, Yu Zhenhai, Zhong Liangbao, Chen Leping, Lin Dongzhu, Wang Chunshan, Chi Xueyuan e tanti altri.
I Maestri italiani sono: Falanga Stanislao, Zanetti Maurizio, Gianni Mattei, D'Aria Angelo, Fabbricatore Claudio, Alessandro Parapetti, Sergio Marzicchi, Pierluigi Barbieri, Federico Andrenacci e altri.

### Altri Nomi di Questo Ramo
Secondo il Zhongguo Wushu Da Cidian, questo ramo è anche chiamato Luohan Tanglangquan (罗汉螳螂拳, Pugilato della Mantide Religiosa degli Arhat) e proviene dall'Ying Tanglangquan (硬螳螂拳, Pugilato della Mantide Religiosa Duro).

### Caratteristiche
Secondo Shenqi de Wushu la posizione fondamentale di questo ramo è  Qixingbu (七星步, Passo delle Sette Stelle), mentre per altri bisogna associarvi anche Baiyuanbu (白猿步, Passo della Scimmia Bianca). Questo ramo utilizza movimenti diretti e vigorosi. Sempre secondo Shenqi de Wushu il Qixing Tanglangquan tende più alla inflessibilità che alla duttilità, inoltre le posizioni sono ampie ed in estensione. Invece c'è chi  afferma che questo ramo tende sia alla inflessibilità che alla duttilità seguendo la formula Gangrou Yingruan Gongtong Zuoyong (刚柔硬软共同作用, il rigido ed il flessibile, il duro ed il morbido agiscono congiuntamente), gli stessi spiegano che le posizioni sono molte, pronte a variare in espansione e in richiamo, nulla è fisso ma tutto cambia a seconda della risposta del nemico. Questa equipollenza di inflessibile e flessibile è confermata anche in altre fonti, sebbene con scritti differenti: in Storia del Qixing Tanglangquan  tra le caratteristiche di questa branca si afferma Gangrou Xiangji 刚柔相济, cioè inflessibile e flessibile si aiutano reciprocamente;  in Qixing Tanglangquan troviamo Nengrounenggang 能柔能刚, cioè essere sia flessibile che inflessibile; in un altro articolo dallo stesso titolo si dice Gangrou Canjiu 刚柔参就, cioè inflessibile e flessibile partecipano allo stesso modo.
Per Essentials of Cinese Wushu e per Shenqi de Wushu i fondamentali di questa scuola comprendono il conseguimento di tecniche dell'anca (腰功), delle gambe (腿功), delle spalle (肩功),  così come del Palo Immobile (Zhanzhuang, 站桩), e dell'abilità del colpire rumorosamente (Paidagong, 拍打功).

### Le Forme di Qixing Tanglangquan
Secondo Lin Donggui il sistema di insegnamento di questo ramo della Mantide Religiosa si può dividere in Gongfa (功法), Quanfa (拳法), Qixie (器械) e Duilian (对练). 

#### Gongfa (Metodo di Lavoro)
Il Metodo di Lavoro si concentra sullo sviluppo dell'Energia Interna ed utilizza due metodi: Sanhui Jiuzhuan Paidagong(三回九转排排打功, Lavoro di ripetizione incessante nel tempo di una linea di colpi) e Luohan Shiba Gong (罗汉十八功, diciotto raggiungimenti degli Arhat).

#### Quanfa (Metodo di Pugilato)
Nel Metodo di Pugilato vengono inserite le forme a mano nuda (Kongshou Taolu), questi alcuni nomi: Bengbu (崩步, passo che si schianta); Chachui (插捶, Colpi che penetrano);Lanjie (拦截, intercetta e attacca); Cuogang (挫刚, Sconfiggere l'inflessibile); Rouling (柔灵, Spirito Morbido); Shiba Suo(十八梭, Diciotto raffiche); Xiao Fanche (小翻车, Piccola Ruota); Da Fanche (大翻车, Grande Ruota); Zhaiyao Liulu (摘要六路, Sei Vie di Riassunti); Siduan Bazhou (四段八肘, Quattro Parti Otto Gomitate); Pichui (劈捶, Colpi che Spaccano); Jiechui (截捶, Colpi che Intercettano);Baiyuan Rudong (白猿入洞, La Scimmia Bianca Entra nella Caverna); Baiyuan Chudong (白猿出洞, La Scimmia Bianca Esce dalla Caverna); Baiyuan Toutao (白猿偷桃, La Scimmia Bianca Ruba la Pesca); Baiyuan Xiatao (白猿献桃, La Scimmia Bianca Dona la Pesca); Baiyuan Xianshu (白猿献书, La Scimmia Bianca Dona il Libro); ecc.

#### Qixie (Armi)
Queste alcune forme d'armi: Qixingjian (七星剑, Spada delle Sette Stelle); Ba Xian Jian (八仙剑 Spada degli 8 Immortali), Baiyuan Zhuifengjian(白猿追风剑, Spada che segue il vento della Scimmia Bianca);Yan Qing dao (燕青刀, Sciabola di Yan Qing); Meihua dao (梅花刀, Sciabola del Fiore di Prugno); Liuhe gun (六合棍, Bastone delle Sei Coordinazioni); Wuhu Qunyang gun (五虎群羊棍, Bastone delle Cinque Tigri e del Gregge di Pecore); Meihuaqiang (梅花枪, Lancia del Fiore di Prugno); Chunqiu dadao (春秋大刀, Alabarda delle Primavere e degli Autunni), ecc.

#### Duilian (Esercizi in Coppia)
Questi alcuni nomi di Duilian: Pai'an (拍案, Battere il Tavolo); Taohua San (桃花散, Disperdere il Fiore di Pesco); Zhaikui (摘盔, Prendere l'Elmo); Bengbu Duichai (崩步对拆, Demolire in Coppia con i Passi che si Schiantano); Zhaiyao Duida (摘要对打, Riassumere il Colpirsi a Vicenda); Dakao (大靠, Grande Unione); Jiaoshou (交手, unire le mani o lottare);ecc.

#### Altri Elenchi

##### La Scuola di Chen Leping
Secondo la scuola del maestro Chen Leping le forme del Qixing Tanglangquan sono 33:
1 Cha Chui, 2 Xiao Fanche, 3 Da Fanche, 4 Xiao Huyan, 5 Da Huyan, 6 Silu Benda, 7 Heihu Jiaocha, 8 Erlu Cha, 9 Beng Bu, 10 Duogang, 11 Shibacou, 12 Lan Jie, 13 Rouling, 14 Baiyuan Chudong, 15 Baiyuan Chuanzhi, 16 Baiyuan Toutao, 17 Baiyuan Huidong, 18 Baiyuan Xianguo, 19 Baiyuan Xiaomu, 20 Baiyuan Xianshu, 21 Bazhou Diyi Duan, 22 Bazhou Di'er Duan, 23 Bazhou Disan Duan, 24 Bazhou Disi Duan, 25 Zhaiyao Diyi Duan, 26 Zhaiyao Di'er Duan, 27 Zhaiyao Disan Duan, 28 Zhaiyao Disi Duan, 29 Zhaiyao Diwu Duan, 30 Zhaiyao Diliu Duan, 31 Danchahua, 32 Shuangchahua, 33 Meihualu.

#### Alcuni Libri sulle Forme
Huang Zuanming 黄钻明 nel 2012 ha scritto una collana di libri (Qixing Tanglangquan Congsu 七星螳螂拳丛书) a cui appartengono:
- Xiao Jia Shi Quan 小架式拳;
- Da Jia Shi Quan 大架式拳;
- Lianhuan Jintao 连环锦套;
- Meihuaquan 梅花拳;
- Feiyanzhang飞雁掌;
- Bazhouquan 八肘拳;
- Tanglang Buchan Quan 螳螂捕蝉拳.

Geng Jun 耿军 è invece l'autore di una serie di libri su forme dello Shaolinquan e del Qixing Tanglangquan, questo un elenco di quelli sulla Mantide Religiosa Sette stelle: 
- Qixing Tanglangquan Baiyuan Xiaomu 七星螳螂拳 白猿孝母;
- Qixing Tanglangquan Baiyuan Xianguo 七星螳螂拳 白猿献果;
- Qixing Tanglangquan Baiyuan Xianshu 七星螳螂拳 白猿献书;
- Qixing Tanglangquan Meihualu 七星螳螂拳 梅花路;
- Qixing Tanglangquan Chachui 七星螳螂拳 插捶;

Il maestro Angelo D'Aria è autore di alcuni testi dedicati al Qi Xing Tang Lang Quan; tra questi "QI XING TANG LANG QUAN D'ARIA ANGELO' SCHOOL Volume 2" (2013) si concentra su 5 forme antiche: Beng Bu Quan, Duo Gang Quan, Shiba Suo Quan, Shiba Cou Quan e Lan Jie Quan.

## Meihua Tanglangquan
Riguardo al ramo detto Pugilato della Mantide Religiosa del Fiore di Prugno, si trova nelle fonti una certa confusione: nella maggior parte di esse si fa coincidere Meihua Tanglangquan (梅花螳螂拳) con Taiji Meihua Tanglangquan (太极梅花螳螂拳).
(Essentials of Chinese Wushu)
Zheng Qi e Tian Yunqing scrivono che il Meihua Tanglangquan è anche chiamato Taiji Tanglangquan e proviene anch'esso dall'Ying Tanglangquan.
Il Zhongguo Wushu Da Cidian indica in maniera separata Meihua Tanglangquan che può essere chiamato Taiji Tanglangquan, rispetto a Meihua Taiji Tanglangquan.
Li Feng invece afferma che il Meihua Tanglang è anche detto Meihua Taiji Tanglang.
L'iniziatore di questo ramo sarebbe stato Li Bingxiao (李秉霄) vissuto durante il regno di Qianlong (1736-1796).
Questo è un lignaggio del Taiji Tanglangquan secondo quanto riportato da Li Feilin (李飞林): Wang Lang 王朗 → Li Bingxiao 李秉霄  → Zhao Zhu 赵珠 → Liang Xuexiang 梁学香 → Jiang Hualong 姜化龙 → Song Zide 宋子德.
In un altro articolo Li Feilin inserisce tra Wang Lang e Li Bingxiao un terzo personaggio: Xia Dao (侠盗)
Questo Albero Genealogico di Taiji Tanglangquan è descritto da Liu Lianyang: Wang Lang 王朗 →Deng Yude邓玉德→ Li Bingxiao 李秉霄 → Zhao Zhu 赵珠 → Liang Xuexiang 梁学香 → Jiang Hualong 姜化龙 → Song Zide 宋子德.
Deng Yude sarebbe il già citato Xia Dao.
Questo è un lignaggio del Meihua Tanglangquan secondo quanto riportato da Hao Mingli (郝明立) e Zhang Fuzhou (张福洲): Wang Lang 王朗 → Li Bingxiao 李秉霄  → Zhao Zhu 赵珠 → Liang Xuexiang 梁学香 → Hao Lianru 郝连茹, Jiang Hualong 姜化龙, Jiang Jingchuan 姜井川, Sun Yuanchang 孙元昌, Sun Yuancai 孙元财, Zhu Yongxiu 祝永修.
L'articolo Laiyang Tanglangquan già citato a proposito dei due lignaggi precedenti descrive separatamente Taiji Tanglangquan e Meihua Tanglangquan, aumentando la nostra confusione, visto che i lignaggi sono pressoché coincidenti.
Dalla metà del 1800 una versione del Taiji Meihua Tanglangquan è detenuta dalla Famiglia Hao (郝家) attraverso Hao Lianru 郝连茹. Questa particolare ramificazione è detta Haojiamen (郝家门).

### Caratteristiche
Il Meihua Tanglangquan utilizza piccole posizioni ed è caratterizzato da un movimento fluido e continuo, come il fiorire dei prugni. In questo ramo la Duttilità (Rou) controlla l'Inflessibiltà (Gang), come nel Taijiquan; i movimenti sono eleganti e fieri come nel Changquan. Le braccia sono costantemente arcuate e avvolgono all'interno ed all'esterno, cioè svolgono un lavoro di torsione. Il busto ruota continuamente.
Il Taiji Meihua Tanglangquan ha come passo principale Xiao Dengshan (小登山, Piccolo Scalare la Montagna).

### Forme di Meihua Tanglangquan
Anche questo ramo possiede moltissime forme (Taolu):
- 1) a mano nuda sono Baiyuan Tou Tao (白猿偷桃), Bengbu (崩步), Lanjie (拦截), Meihua Tang Chu Fanche (梅花糖储翻车), Goufa (勾法), Tanglang Bu Chan (螳螂扑蝉), Tanglang Zhanchi (螳螂展翅), Tanglang Xing (螳螂行), Bazhou (八肘), sei sequenze di Zhaiyao (摘要);
- 2) con armi sono Tanglangdao (螳螂刀), Tanglangjian (螳螂剑), Tanglanggun (螳螂棍), Tanglangqiang (螳螂枪), ecc.;

#### Forme di Taiji Meihua Tanglangquan
Queste sono le forme deducibili dagli scritti di Zhang Bingdou:
- 1) a mano nuda sono Zhaiyao (摘要) in sei parti, Meihualu (梅花路), Bazhou (八肘), Babu Lianhuanquan (八步连环拳);
- 2) con armi cita Babu Lianhuanjian (八步连环剑).

#### Forme di Haojiamen Taiji Meihua Tanglangquan
Anche questo ramo contiene numerose forme e curiosamente possiede anche alcuni esercizi di Qigong tra cui compaiono anche i due già citati a proposito del Qixing Tanglangquan:
- 1) gli esercizi di Qigong sono Sanhui Jiuzhuan Huanyang Fa (三回九转还阳法), Tie Luohan Gong (铁罗汉功), Ba Da Jingang Qigong (八大金刚气功), Taiyi Zhenren Baduanjin (太乙真人八段锦), ma si usano anche come allenamenti esterni il Paidagong (排打功) ed il Tieshazhang (铁砂掌);
- 2) come forme del metodo di pugilato (Quanfa) ci sono Luohan Chui (罗汉捶), Wutangchui (五趟捶), Yuejiachui (岳家捶), Zhilu (指路), Da e Xiao Fanche (大小翻车), Taijipi (太极劈 anche detta Meihuapi 梅花劈）, Bengbu (蹦步), Bazhou (八肘), Luanjie (乱接), Zhaiyao (摘要) in sei parti, Zonghe Zhaiyao (综合摘要), Meihualu (梅花路), Baiyuan (白猿), Chuanzhi (传枝), Duanda Wu Lianhuan (短打五连环), Tanglang Shiba Shou Dafa (螳螂十八手打法) eccetera;
- 3) come forme con armi ci sono Damo jian (达摩剑), Baxian jian (八仙剑), Meihuadao (梅花刀), Yan Qing dao (燕青刀) Luhegun (陆合棍), Wuhu Qunyang Gun (五虎群羊棍), Luheqiang (陆合枪), Meihuaqiang (梅花枪), eccetera;
- 4) infine come Duilian ci sono Bengbu Duichai (蹦步对拆), Taohua San (桃花散), Xiao Pai'an (小拍案), Shuang Fengshou (双封手), Tieshen Kao (贴身靠), eccetera.

## Liuhe Tanglangquan
Il Pugilato della Mantide Religiosa delle Sei Coordinazioni è anche detto Ma Yuan Tanglangquan (马猿螳螂拳, Pugilato della Mantide Religiosa del Cavallo e della Scimmia) e proviene dal Ruan Tanglangquan (软螳螂拳, Pugilato della Mantide Religiosa Morbido).
Questo ramo sarebbe stato iniziato da Wei San (魏三) e Lin Shichun (林世春). Liu Jingru afferma che il primo di questi personaggi si chiamava Wei Delin (魏德林). Questo è un lignaggio del Liuhe Tanglangquan: Wang Lang 王朗 → Cognome sconosciuto  → Wei San 魏三 → Lin Shichun 林世春 → Ding Zicheng 丁子成 →Dan Xiangling 单香陵→Zhang Daojin 张道锦.
Liu Jingrui conferma sostanzialmente questo lignaggio e si colloca alla medesima generazione di Zhang Daojin.
Secondo un lignaggio riportato dallo stesso Zhang Daojin alla seconda generazione si collocherebbe Jin Ye (金叶).

## Taiji Tanglangquan
STORIA E SVILUPPO
Il Taiji Tanglang Quan (太极螳螂拳, Pugilato della Mantide Religiosa Estrema)   è il ramo principale del Tanglang Quan di Laiyang.
È una scuola fondata dal Gran Maestro Song Zide nel 20° secolo. Tracciando le sue origini, il Taiji Tanglang Quan rimane una vera e proprio eredità di Tanglang Quan di Laiyang.
Dal creatore Wang Lang, passando per Li Bingxiao, Zhao Zhu, Liang Xuexiang, fino a Jiang Hualong, e arrivando a Song Zide. 
Nella quinta generazione (Jiang Hualong e Song Zide sono mentori e colleghi l'uno dell'altro, quindi sono considerati della stessa generazione).
Song Zide (1861-1932), nativo di Zhaoge, Laiyang, iniziò a imparare vari stili come Houshi Quan e Digong Quan.
In seguito lui e Jiang Hualong divennero amici, e Song Zide imparò il Tanglang Quan da Jiang Hualong.
I due si consideravano fratelli ed erano mentori e amici l'uno dell'altro. 
Song Zide integrò i principi del Taiji, assimilò le qualità di varie scuole, migliorò il Tanglang Quan di Laiyang e scrisse un libro intitolato "Quan Pu". 
In vecchiaia, attribuì il nome Taiji Tanglang Quan al Tanglang Quan stesso. 
I discepoli di Song Zide si diffusero in tutto lo Shandong e nel Liaodong, contando migliaia di allievi.
I suoi discepoli più importanti, chiamati "San Shan” (Tre Montagne) e “Er Ting” (Due Padiglioni - Gazebo)", erano tutti eccellenti nelle arti marziali e famosi a Jiaodong. Le "Tre Montagne" si riferisce a Cui Shoushan, Wang Yushan e Li Kunshan, e i "Due Gazebo" si riferisce a Zhao Shiting e Song Futing.
Il Taiji Tanglang Quan divenne il ramo più influente del Tanglang Quan di Laiyang.
Cui Shoushan (1890-1969), nativo di Dong Zhulu, Laiyang, imparò il Tanglang Quan all'età di quindici anni da Song Zide e ricevette anche insegnamenti da Jiang Hualong. 
Nel 1918, andò a Yantai per insegnare al posto di Song Zide. 
Nel 1935 Cui Shoushan aprì il "Cui Shoushan Martial Workshop" a Yantai e ricevette molti discepoli. 
Cui Shoushan dedicò la sua vita all'insegnamento delle arti marziali e i suoi discepoli si diffusero a Jiaodong, Shandong e nelle tre province nordorientali della Cina. 
Cui Shoushan coltivava sia arti civili che marziali. Basandosi sul Tanglang Quan e sul manuale marziale trasmesso da Song Zide, compilò un completo "Manuale Tanglang Quan", che include l'origine, la discendenza, le tecniche, gli apparati e altri aspetti del Tanglang Quan. 
Il libro è ricco di contenuti e sistematicamente completo. 
Può essere considerato un libro raro e ha portato grandi contributi all'eredità teorica del Tanglang Quan.
Wang Yushan (1892-1976), nativo di Cuituan, Laiyang, iniziò a imparare il Digong Quan all'età di 10 anni da suo nonno. 
A 18 anni, imparò il Taiji Tanglang da Song Zide e ricevette insegnamenti anche da Jiang Hualong. La sua abilità era perfetta e imprevedibile, e in particolare il suo Taiji Shou era famoso in tutto il mondo. 
A 37 anni, fu invitato a insegnare Tanglang Quan alla Decima Accademia Centrale delle Arti Nazionali a Qingdao. 
Dopo il 1949, Wang Yushan si trasferì a Qingdao. 
Insegnò l'arte privatamente e ebbe molti discepoli. I suoi figli Wang Yuanliang e Wang Yuanqian ereditarono il mantello. 
Negli oltre 40 anni successivi all'emancipazione, Wang Yuanliang promosse e insegnò instancabilmente il Tanglang Quan e diede grandi contributi alla continuazione e sviluppo del Taiji Tanglang Quan a Yantai, Qingdao e Laiyang.
Li Kunshan (1894-1982), nativo di Laixi Youge Zhuang (originariamente di Laiyang), imparò il Chang Quan e il Ditang Quan da suo zio e famoso artista marziale Li Danbo nei suoi primi anni. Dopo la morte di suo zio, andò a imparare l'arte da Jiang Hualong e Song Zide. 
Dopo aver completato il suo apprendistato, iniziò a insegnare il Tanglang Quan e portò l'arte nell'esercito. 
Nel 1949, andò a Taiwan con l'esercito e continuò a insegnare a Keelung, con più di trecento discepoli di prima e seconda generazione; Li Kunshan diffuse anche il Taiji Tanglang Quan all'estero, con quasi mille discepoli di prima e seconda generazione. 
Suo figlio Li Dengwu ebbe molti discepoli, tra cui Yang Fengshi, un famoso
Maestro di arti marziali di Taiwan, che ha parlato e presentato più volte il Tanglang Quan alle CCTV.
Alcuni Lignaggi del Taiji Tanglangquan
Wang Lang 王朗 →Xia Dao  侠盗→ Li Bingxiao 李秉霄 → Zhao Zhu 赵珠 → Liang Xuexiang 梁学香 → Jiang Hualong 姜化龙 → Song Zide 宋子德 → Wang Yushan 王玉山 → Wang Yuanliang 王元亮 → Li Feilin 李飞林 → De Sousa Luiz Leonardo  路易斯
Wang Lang 王朗 → Xia Dao  侠盗→ Li Bingxiao 李秉霄 → Zhao Zhu 赵珠 → Liang Xuexiang 梁学香 → Jiang Hualong 姜化龙 → Song Zide 宋子德 → Wang Yushan 王玉山 → Wang Yuanliang  王元亮 → Li Feilin  李飞林 → Parapetti Alessandro 
Wang Lang 王朗 →Xia Dao  侠盗→ Li Bingxiao 李秉霄 → Zhao Zhu 赵珠 → Liang Xuexiang 梁学香 → Jiang Hualong 姜化龙 → Song Zide 宋子德 → Cui Shoushan  崔寿山 → Xu Fengqi  徐凤岐 → Sun De  孙德 → Sun Zhibin  孙志斌 

## Il Tanglangquan nella Cultura di massa
- Nel 1984 la Shandong Meishu Chubanshe ha pubblicato una Storia Illustrata (Lianhuanhua, 连环画) dal titolo Tanglangquan Yanyi 螳螂拳演义(Romanzo del Pugilato Della Mantide Religiosa) diviso in vari libretti a strisce.
- Il Tanglangquan è lo stile del personaggio di Lion Rafale, appartenente alla serie di videogiochi e anime Virtua Fighter. Nel doppiaggio italiano della serie TV lo stile viene chiamato col suo nome giapponese: toroken.